# Kappelen (Zwitserland)
Kappelen (Frans (verouderd): Chapelle) is een gemeente en plaats in het district Seeland van het Zwitserse kanton Bern. De gemeente telt 1.353 inwoners.